# 사바주의 기

사바 주의 기 (1대 2)

사바 주의 기는 말레이시아 사바주의 국기를 말한다. 현재 기는 1988년 9월 16일에 제정되었다.
위로부터 파란색, 하얀색, 빨간색으로 구성되어 있는데 이 부분에서는 구 유고슬라비아의 국기와 비슷하다(파랑의 농도를 제외하고). 파랑과 하양 옆에는 하늘색 사각형이 있고 그 안에는 남색으로 된 키나발루산이 있다. 산을 나타내는 색인 남색은 평화와 고요를 뜻한다. 하늘색은 단결과 번영을 뜻하고, 로열블루는 힘과 조화, 하양은 순결과 정의, 빨강은 용기와 결심을 뜻한다.

## 옛 국기

### 1882년 ~ 1941년

1882년부터 1941년까지 사용된 국기

사바는 술루 술탄령, 브루나이 술탄령 등 다양하게 나뉘어 있었으나, 1882년 영국령이 되었다. 영국에서 새로 기를 정했는데, 왼쪽 위에는 현재의 오스트레일리아의 국기, 뉴질랜드의 국기처럼 영국의 국기인 유니언 잭이 있었고, 배경은 남색, 그리고 오른쪽 아래 쯤에 노란색 동그라미, 그 안에 사자가 있었다. 이것은 영국령 북보르네오의 정식 국기였는데, 시민기의 경우 배경만 빨간색인 점을 제외하곤 똑같았다.
1941년 사바는 일본 제국의 치하에 들어갔고, 이에 따라 일본의 국기 또는 욱일기가 사용되었다. 1945년 사바는 일본으로부터 독립했으나, 다시 영국군의 치하에 들어갔으며, 이 때는 유니언 잭을 사용했다. 1946년 영국령에서 직할 식민지가 되었으나, 여전히 유니언 잭을 사용했다.

### 1948년 ~ 1963년

1948년부터 1963년까지 사용된 국기

1948년 북보르네오 직할 식민지의 새 기가 정해졌는데, 이는 1941년 이전에 사용했던 기와 매우 흡사하다. 다만 다른 점이 있다면, 동그라미가 노란색이 아닌 하얀색이고, 동그라미 안에는 사자 대신 사자가 그려진 노란 기를 드는 두 팔이 그려져 있다. 이 부분은 사바의 문장에도 일부 나타난다.
1963년 8월 31일 사바가 영국으로부터 독립하면서 이 기는 폐지되었다.

### 1963년 ~ 1982년

1963년부터 1982년까지 사용된 국기

1963년 8월 31일 새로 독립한 사바는 새로운 기를 정했는데, 이는 지금 사용되는 기와 비슷하다. 다만 색 자체가 완전히 달랐다. 세 줄이 아닌 네 줄이었고, 위에서부터 빨강, 하양, 노랑, 파랑으로 구성되어 있었으며, 왼쪽 위에는 녹색 네모와 갈색 산이 있었다. 사바의 독립은 9월 16일 말레이시아로의 합병과 함께 종식되었으나, 여전히 이 기를 사용했다. 1982년 새 기가 정해지면서 이 기는 폐지되었으나, 오늘날 독립운동가, 반체제인사 사이에서는 여전히 사용된다.

### 1982년 ~ 1988년

1982년부터 1988년까지 사용된 국기

1982년 1월 1일 새 기가 정해졌는데, 기존의 깃발과는 상반된 구조를 지닌다. 왼쪽에는 오른쪽을 가리키는 빨간 세모가 있고, 그 세모의 뾰족한 점을 기준으로 반으로 나뉜다. 위는 파랑, 아래는 하양으로 구성되어 있었는데, 이는 당시 체코슬로바키아나 오늘날의 필리핀 국기와 유사했다. 당시 사바의 집권당이었던 사바인민통일전선(BERJAYA)에 의해 고안되었다. 1985년 사바통일당(PBS)으로 정권이 넘어간 이후에도 사용되다가 1988년 9월 16일 폐지되었다. 1973년부터 1988년까지 사용됐던 사라왁의 기와는 빨강과 파랑의 위치가 반대였다.

## 같이 보기
- 말레이시아의 국기
- 사라왁주의 기